# Děpolt II.
Děpolt II. (před 1167 – 21. listopad 1190, Akkon), syn Děpolta I. a Gertrudy, dcery Albrechta Braniborského a přemyslovský šlechtic, byl věrným spojencem knížete Bedřicha.

## Život před kruciátou
Děpolt se narodil před odjezdem svého otce do Itálie.
| „         | Děpolt umíraje zanechal po sobě chlapce velmi nadaného, jménem Děpolta, otce těch, kdož se nazývají nyní Děpoltici. Jeho jsme potom viděli vládnout ve svém údělu. | “ |
| — Jarloch | |   |

Dobré vztahy Děpolta I. s vládnoucím knížetem pravděpodobně zapříčinily získání nebo potvrzení děpoltického údělu v druhé generaci. Těsně před rokem 1182 se Děpolt II. objevuje na listinách týkajících se klášterů Waldsassen a Plasy s označením příbuzenského vztahu "Theobaldus filius patrui sui".
V roce 1182 se dostal do sporu s pražským biskupem Jindřichem Břetislavem, který se snažil o osamostatnění církve na světské moci, biskup pro údajné násilnosti Děpoltových úředníků uvalil interdikt na Děpoltovu doménu. Na jednání v Řezně roku 1187 se salcburský arcibiskup Vojtěch i budoucí kníže Konrád II. Ota postavili na stranu biskupa Jindřicha. Děpolt byl označen za původce všech nesnází a utekl do ciziny. Vrátil se zpět po nástupu Konráda Oty roku 1189.

## Křížová výprava
Kříž původně přijal kníže Bedřich, ale vzápětí zemřel a nástupcem na knížecím stolci se stal Konrád II. Ota, kterého více zajímaly domácí rozpory než kruciáta. Císařův kronikář Ansbert usoudil, že to byl "ďábel, který českého knížete svedl, aby v době zkoušek pro celé křesťanstvo opustil Kristovu cestu."  Novopečený kníže potvrdil Děpoltův úděl a pověřil ho vedením českého oddílu na třetí křížové výpravě.

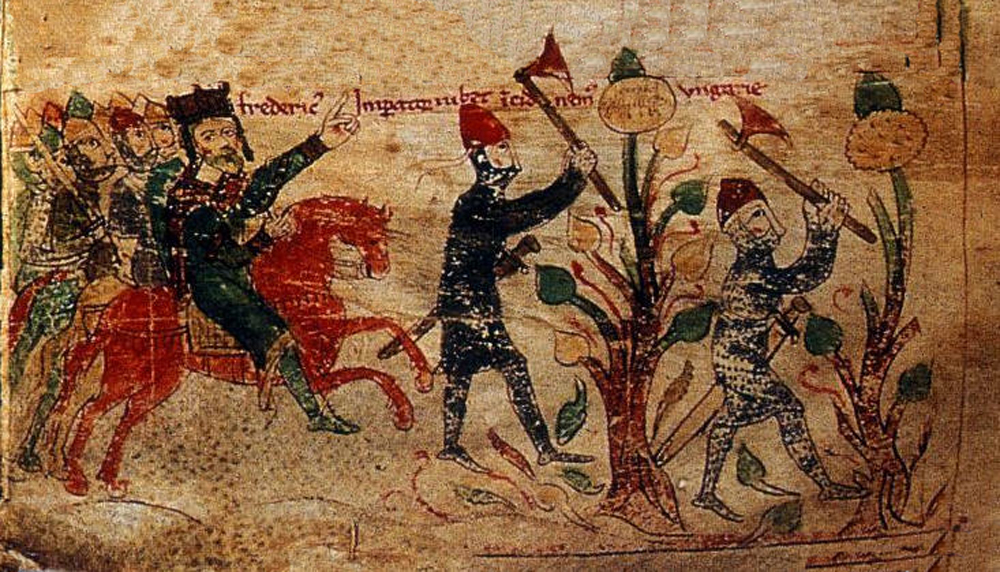
Fridrich Barbarossa dává klestit lesy za pochodu do Svaté země (Liber ad honorem Augusti)

Křižácké vojsko vedené osobně starým císařem Fridrichem Barbarossou se vydalo na cestu na 11. května 1189  a skládalo se z velmožů celé Svaté říše římské.
| „                   | Z velké dálky se blížilo nové neštěstí, jako by bojovní barbaři nebyli dostatečným soužením, byl to Friderichos, král Alamanů... | “ |
| — Nikétas Choniátes | |   |

Součástí byl i oddíl, tvořený zčásti "lotrasy" propuštěnými pro kruciátu z českých žalářů, v čele s knížetem Děpoltem, který se k císaři přidal v Ostřihomi. Spolu s uherskými křižáky tvořili Češi při cestě Balkánem předvoj až do příchodu na byzantské území.
Už při pochodu k srbskému městu Niš nechal císař osm Čechů popravit za násilnosti na místním obyvatelstvu. Čeští křižáci se také aktivně zúčastnili drancování u Adrianopole. V únoru 1190 přepadli a vyplenili nejmenované město u pobřeží a získali bohatou kořist, v bažinách dokonce našli úkryt cenností domorodého obyvatelstva. U křesťanské, ale nepříliš přátelské Filadelfie, musel císař vyslat svého syna Fridricha Švábského, aby Čechům a mužům řezenského biskupa zabránil v útoku na již povolující městskou bránu. Pět set mladíků z Filadelfie vyrazilo na koních za odcházející výpravou a shodou okolností narazilo na Děpoltovy muže.
| „                   | Jakmile zjistili, že narazili do značné míry spíše na železné sochy a nezranitelné giganty než na smrtelníky, kteří je navíc přivítali hromovým smíchem nad jejich pošetilostí, obrátili se tito zmatení mladí lidé na místě a hledali v útěku spásu, přičemž mnohým z nich způsobili tito obři protáhlá zranění na citlivém místě zadku - na oněch polokoulích - svými zvláštními dlouhými biči. | “ |
| — Niketas Choniates | |   |

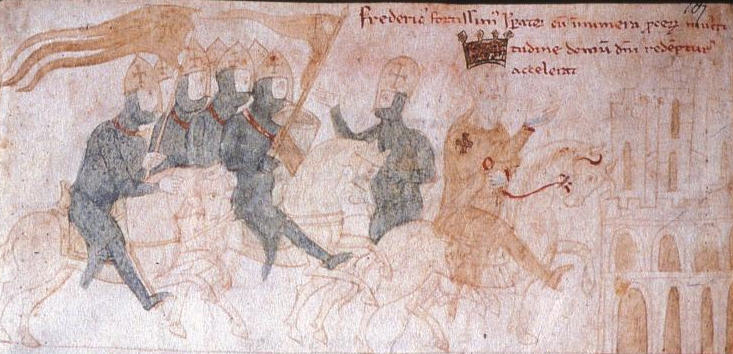
Křižácké vojsko v čele s Fridrichem Barbarossou

Další pochod výpravy se vyznačoval hladem a žízní.
| „         | ...někteří pili vlastní moč, někteří krev koní, jiní žvýkali kvůli šťávě koňský hnůj a mnozí přežvykovali travnaté drny. | “ |
| — Ansbert | |   |

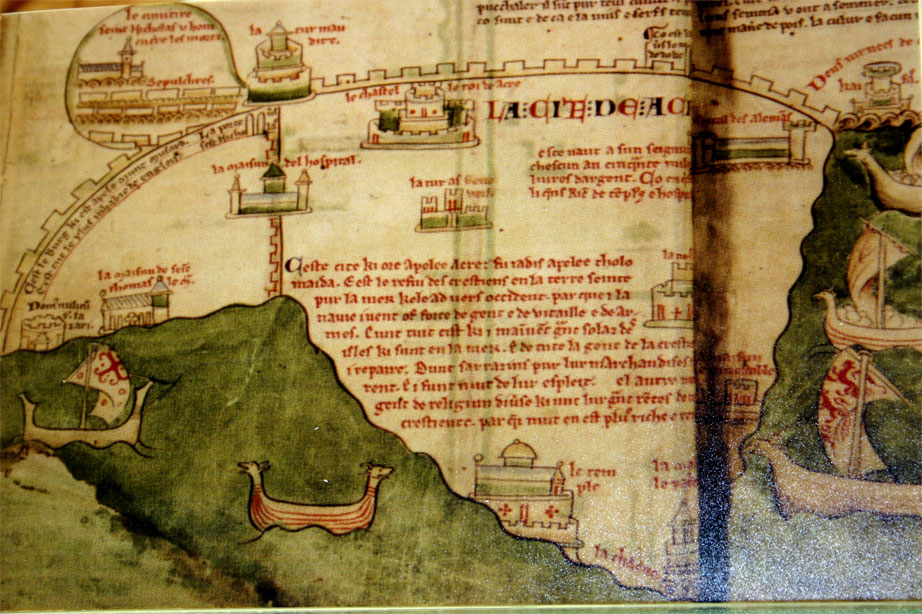
Mapa Akkonu (13. století)

A byl provázen neustálými drobnými i většími potyčkami s turkmenskými nájezdníky. V květnu 1190 se setkala se seldžuckým vojskem u Philomelionu. Seldžukové chtěli získat od císaře za klidný průchod výkupné, které jim nabídl ve výši jednoho stříbrného groše. Napadli předvoj výpravy a rytířské pluky pod vedením Děpoltovým nájezdníky odrazily a přešly do protiútoku. Na straně křižáků nebyly žádné ztráty, Turci přišli o téměř pět tisíc vojáků.
13. května se poblíž rozvalin města Axarate křižáci střetli s vojskem seldžuckého vládce Qutb ad-Dína, kde se český kontingent opět vyznamenal stejně jako 18. května při skvělém vítězství u Ikonia. Křižáci přes obrovskou únavu strženi osobním příkladem obou Štaufů dokázali město dobýt. Děpoltovi vojáci se v bitvě proslavili svou udatností.
Na počátku června křižáci sestupovali pohořím Taurus a císař se po cestě arménským územím nečekaně utopil v říčce Saléf. Po Barbarossově smrti se část německé výpravy vrátila domů, ale prořídlé jádro české výpravy pokračovalo dál na východ pod vedením Fridricha Švábského, který v Mamistře onemocněl malárií a vojsko pak bylo v Antiochii z velké části zdecimováno úplavicí. V srpnu 1190 se zbytek křižáků vydal pod vedením Fridricha Švábského a Konráda z Montferratu na jih do Tripolisu. Z Tripolisu se plavili do Tyru, kde získali informaci o návratu Jindřicha Lva z anglického exilu, což znamenalo další úbytek vojáků, protože se někteří šlechtici vraceli domů obhajovat svá práva.
7. října byli křižáci pod hradbami Akkonu.
Naposledy se Češi pod vedením Děpolta vyznamenali během bitky na mostě přes řeku Belus.
| „ | Nebylo jich více než tři sta, když na svých koních, vyjíce přitom spíše jako ďáblové než dítka Boží, vpadli na onen most, kde předtím tolik dobrých křesťanů své životy nechati muselo. Mnoho jich padlo, sestřeleno z koní, jiní zahynuli skláceni šavlemi, ale oni neustali rubat Saracény, dokud je všechny nezdolali. | “ |

Děpolt II. zemřel na následky zranění či na mor.
| „ | I pakž se mu dostalo svátosti pokání, item smířil se s Bohem a se všemi ostatními, kteréž prosil za odpuštění, pokud jim někdy nechtěně způsobil příkoří. Nato přijal poslední pomazání a v době večera kolem klekání vypustil duši. | “ |

Zbytek přeživších českých křižáků vstoupil pravděpodobně do služeb Richarda Lví srdce.